# Валериј Чудинов
Валериј Алексејевич Чудинов (рус. Вале́рий Алексе́евич Чуди́нов; Москва, 30. јун 1942 — Москва, 6. фебруара 2023) је руски научник, који је дао доприносе на пољима дешифровања словенских руна. Чудинов је председник Комисије за древну и средњовековну историју Русије и професор филозофије на универзитетима у Москви.

## Достигнућа
Професор Валериј Чудинов на основу археолошких налаза тврди да су најстарији узорци словенске писмености су руне. У својој књизи «Священные камни и языческие храмы древних славян» руски истраживач наводи резултате дешифровања преко 2000 натписа, који направлени руницом. Дешифровао је многе натписе из Немачке који се могу прочитати на основу било којег словенског језика.
Тако Чудинов је дошао до закључка да Словени су имали три типа писма: глагољица, ћирилица и руница. Натписи словенском руницом су на грчким иконама 5-10. века н. е., па чак на старогрчким вазама 6. до 2. века п. н. е. Валериј Чудинов уопштава: прасловенски језик био је најстарији у Европи и Словени живели на великом делу данашње Европи пре Нове ере.